# Craig Fairbrass
Craig John Fairbrass (Londra, 15 gennaio 1964) è un attore e sceneggiatore britannico noto principalmente come caratterista in ruoli da gangster, criminale o antagonista in film quali Dio salvi la regina, Cliffhanger - L'ultima sfida, Rise of the Footsoldier e Villain, oltre ad aver interpretato il truffatore Dan Sullivan nella soap opera EastEnders, l'ex-pirata Zef nell'adattamento live action Netflix di One Piece e dato voce a Gaz e Ghost nel franchise videoludico di Call of Duty.

## Biografia

### Primi anni
Craig Fairbrass è nato nel quartiere di Mile End, nell'East End di Londra, dall'operaio portuale Jack Fairbrass e dalla sarta Maureen Bryan. Cresciuto nel quartiere di Stepney assieme alla sorella minore Lindsay, ha frequentato la Eaglesfield Boys Comprehensive School di Woolwich ma, dopo essere stato espulso all'età di 15 anni, ha sostenuto con successo un'audizione per il National Youth Theatre decidendo di intraprendere la carriera attorale; lavorando part-time come operaio edile e buttafuori nei «locali notturni meno desiderabili» del sud-est di Londra, fino a risparmiare abbastanza da comprare un piccolo negozio di panini al Woolwich Market per mantenersi economicamente in attesa che la sua carriera recitativa decollasse.

### Carriera
Dopo alcuni anni di ruoli secondari in serie televisive quali Valle di luna, Three Up Two Down e Shelley, Fairbrass ha fatto il suo vero e proprio debutto come attore televisivo nel 1984 in un episodio della serie di BBC Big Deal, cui ha fatto seguito un ruolo in un'altra produzione BBC, Tucker's Luck. Il suo debutto cinematografico avviene invece in un ruolo non accreditato in Scum nel 1979, seguito da Il bugiardo innamorato del 1984 per poi comparire, quattro anni più tardi, in La legge delle triadi e Dio salvi la regina, al fianco di Denzel Washington. Negli anni seguenti ha ricoperto numerosi altri ruoli cinematografici e televisivi, tra i quali il film per la televisione The Final Frame di Paul Oremland, la serie ITV London's Burning, il film Tank Malling, con Ray Winstone, e la serie televisiva Prime Suspect al fianco di Helen Mirren.
Nel 1991 si trasferisce a Los Angeles, ottenendo il suo primo ruolo ad Hollywood in Cliffhanger - L'ultima sfida con Sylvester Stallone. In seguito ha preso parte a vari film indipendenti quali Beyond Bedlam con Elizabeth Hurley nel 1994, Galaxis con Brigitte Nielsen nel 1995, Proteus nello stesso anno, Darklands nel 1996 e Killing Time nel 1998. Dal 1999 al 2001 veste i panni di Dan Sullivan sul set della soap opera EastEnders e, successivamente, ottiene il ruolo di protagonista in The Great Dome Robbery.
Nel 2005 Fairbrass è apparso nella commedia di Chris Klein Un lungo weekend e nel thriller White Noise: The Light, al fianco di Nathan Fillion. Negli anni successivi è apparso in diversi episodi di Stargate SG-1, The Unit e Terminator: The Sarah Connor Chronicles, al fianco di Lena Headey; inoltre appare nei film La rapina perfetta, con Jason Statham, Far Cry, con Til Schweiger, Accusato speciale, con Dave Bautista, e St George's Day con Vincent Regan, per poi ottenere il ruolo di protagonista in The Outsider venendo affiancato da Jason Patric, James Caan e Shannon Elizabeth.
Dal 2007 da la voce al tenente Simon "Ghost" Reilly nella serie videoludica di Call of Duty ed interpreta il gangster realmente esistito Pat Tate in Rise of the Footsoldier e nei successivi capitoli della saga. Nel 2012 recita al fianco dei membri degli Status Quo Rick Parfitt e Francis Rossi in Bula Quo! e, due anni dopo, prende parte al cast del thriller psicologico Breakdown con James Cosmo, Bruce Payne, Emmett Scanlan e Olivia Grant.
Fairbrass inizia nel 2015 a produrre e co-sceneggiare il thriller London Heist, assieme a Steven Berkoff, che gli è valso il premio come miglior attore al Marbella International Film Festival del 2016 durante la presentazione in anteprima per poi essere ufficialmente distribuito negli Stati Uniti l'anno successivo. Nel 2020 recita nel film Villain mentre due anni dopo in A Violent Man.
A giugno 2022 viene annunciato il suo ingresso nel cast della serie Netflix One Piece nel ruolo di Zef.

## Vita privata
Fairbrass è sposato dal 1987 con la modella Elke Kellick, dalla quale ha avuto due figli: Luke e Jack.
Riguardo al venire generalmente scritturato per il ruolo del gangster britannico, Fairbrass ha ammesso di apprezzare molto i film su "coltelli, bande criminali e violenza" ma, in un'intervista del 2020 ha anche dichiarato: «Ogni volta che incontro degli autori in questi film, mi chiedo sempre: 'Possiamo ridurre la violenza? Possiamo evitare certe cose che non vogliamo glorificare?' Sono molto diffidente nei confronti della violenza presente nei film. È come giocare a Call of Duty [...] e la gente mi chiede: 'Come ti senti a dare la voce a personaggi di videogiochi che potrebbero istigare a commettere un omicidio?'. Sono solo un attore. In fin dei conti, è tutta finzione. Alcuni vanno oltre.»

## Filmografia

### Attore

#### Cinema
- Scum, regia di Alan Clarke (1979)
- Il bugiardo innamorato (Real Life), regia di Francis Megahy (1984)
- La legge delle triadi (Soursweet), regia di Mike Newell (1988)
- Dio salvi la regina (For Queen & Country), regia di Martin Stellman (1988)
- Tank Malling, regia di James Marcus (1989)
- Cliffhanger - L'ultima sfida (Cliffhanger), regia di Renny Harlin (1993)
- Beyond Bedlam, regia di Vadim Jean (1994)
- Galaxis, regia di William Mesa (1995)
- Proteus, regia di Bob Keen (1995)
- Darklands, regia di Julian Richards (1996)
- Killing Time, regia di Bharat Nalluri (1998)
- Weak at Denise, regia di Julian Nott (1999)
- The Great Dome Robbery, regia di Gabriel Range (2002)
- Se sarà luce sarà bellissimo, regia di Aurelio Grimaldi (2004)
- Un lungo weekend (The Long Weekend), regia di Pat Holden (2005)
- White Noise: The Light, regi di Patrick Lussier (2007)
- Rise of the Footsoldier, regia di Julian Gilbey (2007)
- La rapina perfetta (The Bank Job), regia di Roger Donaldson (2008)
- Far Cry, regi di Uwe Boll (2008)
- 31 North 62 East, regia di Tristan Loraine (2009)
- The Shouting Men, regia di Steve M Kelly (2010)
- Just for the Record, regia di Steven Lawson (2010)
- Devil's Playground, regia di Mark McQueen (2010)
- Dead Cert, regia di Steven Lawson (2010)
- Freight, regia di Stuart St Paul (2010)
- Accusato speciale (House of the Rising Sun), regia di Brian A. Miller (2011)
- Deranged, regia di Neil Jones (2012)
- Hijacked, regia di Brandon Nutt (2012)
- St George's Day, regia di Frank Harper (2012)
- Get Lucky, regia di Sacha Bennett (2013)
- Bula Quo!, regia di Stuart St Paul (2013)
- Vikingdom, regia di Yusry Abdul Halim (2013)
- Let Me Survive, regia di Eduardo Rossoff (2013)
- The Outsider, regia di Brian A. Miller (2014)
- The Hooligan Factory, regia di Nick Nevern (2014)
- Rise of the Footsoldier - Part II, regia di Ricci Harnett (2015)
- Breakdown, regia di Jonnie Malachi (2016)
- London Heist, regia di Mark McQueen (2017)
- Rise of the Footsoldier 3, regia di Zackary Adler (2017)
- Missione vendetta (Avengement), regia di Jesse V. Johnson (2019)
- Rise of the Footsoldier 4 - Marbella, regia di Andrew Loveday (2019)
- Muscle, regia di Gerard Johnson (2019)
- Villain, regia di Philip Barantini (2020)
- Rise of the Footsoldier - Origins, regia di Nick Nevern (2021)
- A Violent Man, regia di Ross McCall (2022)
- Rise of the Footsoldier: Vengeance, regia di Nick Nevern (2023)

#### Televisione
- Shelley – serie TV, 2 episodi (1980-1988)
- Big Deal – serie TV, episodio 1x06 (1984)
- Who, Sir? Me, Sir? – serie TV, episodio 1x02 (1985)
- Tucker's Luck – serie TV, episodio 3x09 (1985)
- Valle di luna (Emmerdale) – serie TV, 8 episodi (1986)
- No Place Like Home – serie TV, episodio 5x05 (1987)
- Three Up Two Down – serie TV, episodio 3x06 (1987)
- The Final Frame, regia di Paul Oremland – film TV (1990)
- London's Burning – serie TV, 7 episodi (1990-1991)
- Prime Suspect – miniserie TV, 4 episodi (1991-1992)
- Duck Patrol – serie TV, 8 episodi (1998)
- Metropolitan Police (The Bill) – serie TV, episodio 14x101 (1998)
- Gli specialisti (Soldier of Fortune, Inc.) – serie TV, episodio 2x11 (1999)
- An Unsuitable Job for a Woman – serie TV, episodio 2x01 (1999)
- EastEnders – soap opera, 137 puntate (1999-2001)
- The Courtroom – serie TV, episodio 1x05 (2004)
- Dream Team – serie TV, episodio 9x11 (2006)
- Stargate SG-1 – serie TV, episodio 10x17 (2007)
- The Unit – serie TV, episodio 3x11 (2007)
- Terminator: The Sarah Connor Chronicles – serie TV, episodio 1x09 (2008)
- Métal Hurlant Chronicles – serie TV, episodio 1x04 (2012)
- One Piece – serie TV, 4 episodi (2023-in corso)
- Boat Story – serie TV, 6 episodi (2023)

### Doppiatore
- Il segreto di Babbo Natale (Saving Santa), regia di Leon Joosen - film d'animazione (2013)
- Call of Duty 4: Modern Warfare - videogioco (2007)
- Call of Duty: Modern Warfare 2 - videogioco (2009)
- Call of Duty: Black Ops - videogioco (2010)
- Call of Duty: Modern Warfare 3 - videogioco (2011)
- Infex - videogioco (2012)
- Call of Duty: Modern Warfare Remastered - videogioco (2016)
- Call of Duty: Infinite Warfare - videogioco (2016)
- Battlefield V - videogioco (2018)

## Riconoscimenti
- Marbella International Film Festival
  - 2016 - Miglior attore[15]
- National Film Awards UK
  - 2018 - Miglior attore[15][16]
- National Film Awards UK
  - 2022 - Miglior attore[15][17]

## Doppiatori italiani
Nelle versioni in italiano delle opere in cui ha recitato, Craig Fairbrass è stato doppiato da:
- Pasquale Anselmo in Far Cry, One Piece
- Marco Mete in Cliffhanger - L'ultima sfida
- Mimmo Strati in Rise of the Footsoldier
- Teo Bellia in The Outsider
- Dario Oppido in Missione vendetta